# Nanshi (köpinghuvudort i Kina, Shaanxi, lat 34,36, long 108,46)
Nanshi (kinesiska: 南市, 南市镇) är en köpinghuvudort i Kina. Den ligger i provinsen Shaanxi, i den nordvästra delen av landet, omkring 41 kilometer väster om provinshuvudstaden Xi'an. Antalet invånare är 33 631. Befolkningen består av 16 403 kvinnor och 17 228 män. Barn under 15 år utgör 16,0 %, vuxna 15-64 år 74 %, och äldre över 65 år 8,0 %.
Runt Nanshi är det mycket tätbefolkat, med 1 221 invånare per kvadratkilometer. Närmaste större samhälle är Weibin, 17,5 km öster om Nanshi. Trakten runt Nanshi består till största delen av jordbruksmark.
Genomsnittlig årsnederbörd är 669 millimeter. Den regnigaste månaden är september, med i genomsnitt 149 mm nederbörd, och den torraste är december, med 1 mm nederbörd.